# Banca di Bologna
La Banca di Bologna Credito Cooperativo Società Cooperativa, comunemente nota come Banca di Bologna, è una banca italiana con sede a Bologna che opera nel territorio della città e della provincia attraverso 30 filiali, alla quale si aggiungono i servizi di Private Banking, di Corporate Banking e una rete di Promotori.
Al 31 dicembre 2020 l'Istituto presentava mezzi amministrati per oltre 2,7 miliardi di Euro, un prodotto bancario lordo di oltre 3,9 miliardi di Euro e un Patrimonio Netto a quota 180 milioni di Euro (in crescita sul 2019 del +4,4%). I coefficienti patrimoniali risultavano ampiamente superiori ai requisiti minimi normativi, ed in particolare un common equity tier 1 ratio (Cet1 ratio) e un total capital ratio (TCR) pari entrambi al 21,9%, mentre Il Texas Ratio, citato tra gli indici di solidità degli istituti di credito, nel 2020 si è attestato al 37,7%, in netto miglioramento rispetto al 42,3% del 2019. 
I soci erano 12.909.
Dal 2018 Banca di Bologna è socia del gruppo facente capo a Cassa Centrale Banca.